# Ligi Kuu Bara
Prima Ligă Tanzaniană (swahili: Ligi Kuu Bara) este primul eșalon din sistemul competițional fotbalistic din Tanzania.

## Prima Ligă Tanzaniană (Ligi kuu Bara) 2010-11
- African Lyon (Dar es Salaam)
- Azam FC (Dar es Salaam)
- JKT Ruvu Stars (Dodoma)
- Kagera Sugar (Bukoba)
- Maji Maji (Songea)
- Mtibwa Sugar FC (Turiani)
- Simba SC (Dar es Salaam)
- Toto African (Mwanza)
- Young Africans FC (Dar es Salaam)
- TBD
- TBD
- TBD

### Retrogradate în 2009/10
- Manyema Rangers (Dar es Salaam)
- Moro United  (Morogoro)
- Prisons FC (Mbeya)

## Foste campioane
| - 1965 : Sunderland (Dar es Salaam) - 1966 : Sunderland (Dar es Salaam) - 1967 : Cosmopolitans (Dar es Salaam) - 1968 : Young Africans FC (Dar es Salaam) - 1969 : Young Africans FC (Dar es Salaam) - 1970 : Young Africans FC (Dar es Salaam) - 1971 : Young Africans FC (Dar es Salaam) - 1972 : Simba SC (Dar es Salaam) - 1973 : Simba SC (Dar es Salaam) - 1974 : Young Africans FC (Dar es Salaam) - 1975 : Mseto Sports (Dar es Salaam) - 1976 : Simba SC (Dar es Salaam) - 1977 : Simba SC (Dar es Salaam) - 1978 : Simba SC (Dar es Salaam) - 1979 : Simba SC (Dar es Salaam) - 1980 : Simba SC (Dar es Salaam) | - 1981 : Young Africans FC (Dar es Salaam) - 1982 : Pan African FC (Dar es Salaam) - 1983 : Young Africans FC (Dar es Salaam) - 1984 : KMKM (Zanzibar) - 1985 : Maji Maji FC (Songea) - 1986 : Maji Maji FC (Songea) - 1987 : Young Africans FC (Dar es Salaam) - 1988 : Coastal Union (Tanga) - 1989 : Malindi FC (Zanzibar) - 1990 : Pamba (Shinyanga) - 1991 : Young Africans FC (Dar es Salaam) - 1992 : Malindi FC (Zanzibar) - 1993 : Simba SC (Dar es Salaam) - 1994 : Simba SC (Dar es Salaam) - 1995 : Simba SC (Dar es Salaam) - 1996 : Young Africans FC (Dar es Salaam) | - 1997 : Young Africans FC (Dar es Salaam) - 1998 : Maji Maji FC (Songea) - 1999 : Prisons FC(Mbeya) - 2000 : Young Africans FC (Dar es Salaam) - 2001 : Simba SC (Dar es Salaam) - 2002 : Simba SC (Dar es Salaam) - 2003 : Young Africans FC (Dar es Salaam) - 2004 : Simba SC (Dar es Salaam) - 2005 : Young Africans FC (Dar es Salaam) - 2006 : Young Africans FC (Dar es Salaam) - 2007 : Simba SC (Dar es Salaam) [mini-league] - 2008 : Young Africans FC (Dar es Salaam) - 2009 : Young Africans FC (Dar es Salaam) - 2010 : Simba SC (Dar es Salaam) |  |

## Performanțe după club
| Club                          | Campioni |
| ----------------------------- | -------- |
| Young Africans FC             | 17       |
| Simba SC (include Sunderland) | 17       |
| Maji Maji FC                  | 3        |
| Malindi FC                    | 2        |
| Pan African FC                | 2        |
| Cosmopolitans                 | 1        |
| KMKM                          | 1        |
| Mseto Sports                  | 1        |
| Pamba                         | 1        |
| Prisons FC                    | 1        |

## Golgeteri
| An      |          | Golgeter          | Echipă         | Goluri |
| 2007/08 | Tanzania | Michael Katende   | Kagera Sugar   |        |
| 2008/09 | Kenya    | Boniface Ambani   | Young Africans |        |
| 2009/10 | Tanzania | Musa Hassan Mgosi | Simba SC       | 18     |